# Палеокастро (Ано Ставрос)
Палеокастро (на гръцки: Παλιόκαστρο, в превод Стара крепост) е средновековно отбранително съоръжение, разположено край село Ставрос, Северна Гърция.

## Местоположение
Крепостта е разположена върху триъгълно плато на горист хълм над Ано Ставрос - старото село на Ставрос. Визуално контролира по-голямата част от Струмския залив и устието на Рендинската река. Тук от Виа Егнация се отделя пътят за Света гора и Халкидика. Освен това има визуален контакт със съседни крепости като Агиос Георгиос над Аспровалта, но също и с Хрисуполи в устието на Струма.

## История
Крепостта не е идентифицирана с нито една крепост от историческите източници. Първото споменаване на Палеокастро е дадено в началото на XX век от Адолф Щрук, който споменава останките от средновековен замък над Ано Ставрос. За съжаление повечето от тези останки са изчезнали поради систематичното засаждане на дървета на хълма. Николаос Муцопулос описва триъгълно укрепление с горна част, обърната на север, изградено със събран местен варовик и големи римски или раннохристиянски колони с размери 0,3 x 0,3 m, в позиция да контролира проходите към вътрешността на Халкидика. Според Мавропулу-Цуми (1984) руините на стената датират от раннохристиянско време. Според Евангелос Папатанасиу Палеокастро е укрепление тип рефугиум, т.е. убежище за жителите на района, подобно на крепостта на скалата Агиос Георгиос над Аспровалта и го поставя в поредицата от крепости от VIII век в района, като Палеокастро при Стефанина и може би Пелеохоруда при Нигрита.
В село Ставрос са открити руини на крайбрежна византийска крепост с пристан, която имаше две строителни фази. Основата му датира от III век. от н.е. с находки, документиращи функционирането му поне до XII век.

## Описание
Палеокастро е построена на плато на върха на хълм със стръмни склонове, в подножието на планината Сугляни. Върхът на хълма е почти равен и покрит с дървета. Поток пресича северната и източната основа на хълма. По-голямата част от крепостта е разрушена или е скрита от гъста растителност. От крепостта са запазени останки от стената. Периметърът се оценява на около 150-200 m и има почти триъгълен план. Най-запазената част от стената е от източната страна. По-специално, запазен е участък от стена с дължина 5-6 m и височина около 1-1,5 m. Друга малка част от югозападния ъгъл е запазена на височина 1,5 m с дебелина около 1 m. Градежът на стената се състои от различни по големина едри камъни със свързващ хоросан между тях. В района има каменни натрупвания от руини на сгради и керамика.